# Fischreiterin

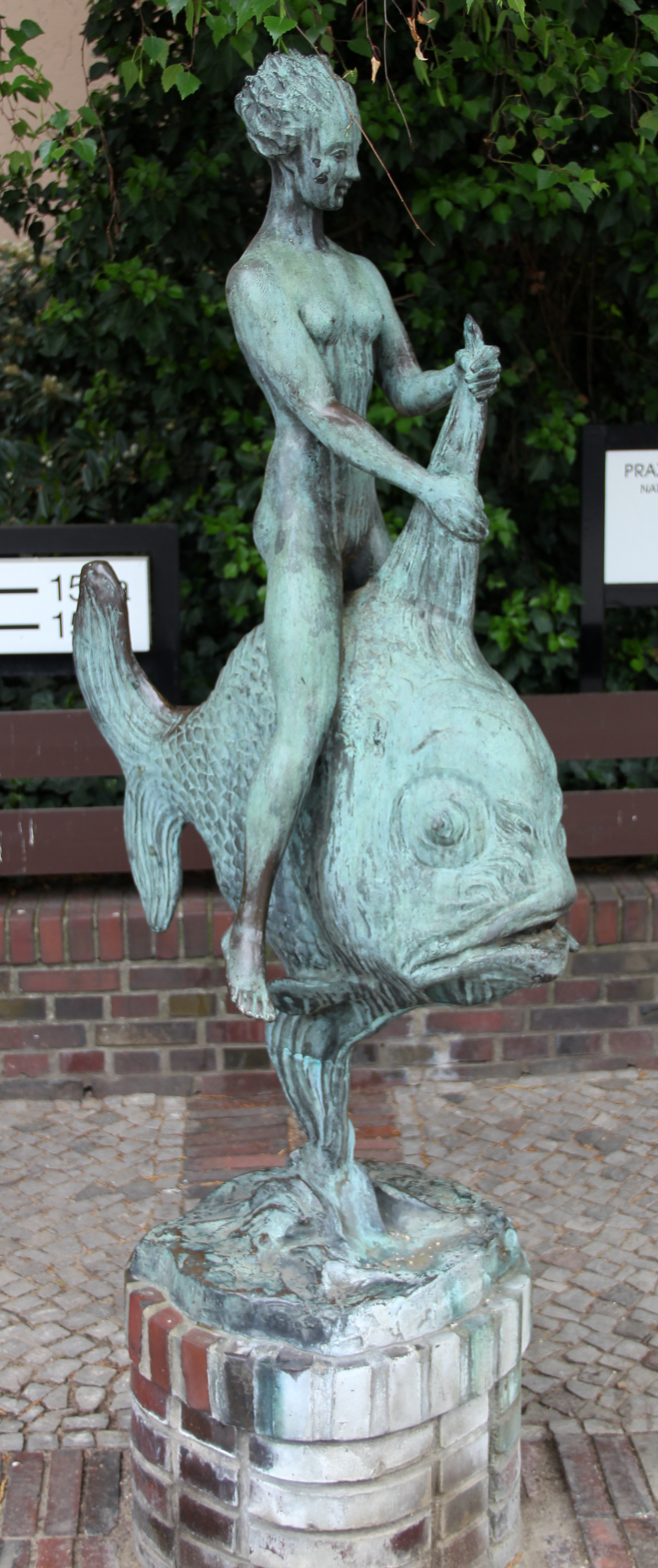
Fischreiterin, Aufnahme von 2013

Die Fischreiterin ist eine Skulptur im öffentlichen Raum im Berliner Ortsteil Wilmersdorf nach einem Entwurf des Bildhauers Georges Morin.

## Beschreibung
Die Skulptur steht vor dem Haus Uhlandstraße Nr. 150 an der Ecke zur Pariser Straße im Bezirk Charlottenburg-Wilmersdorf. Sie wurde 1929 nach einem Entwurf des Bildhauers Georges Morin in der Bildgießerei Noack in Bronze gegossen. Die Figur steht auf einem Sockel aus Mauerziegel. Die Höhe beträgt einschließlich des Sockels etwa zwei Meter. Dargestellt ist eine nackte schlanke Frau, die auf einem Fisch reitet. Sie sitzt nicht auf dem Tier, sondern sie hat ihre durchgestreckten Beine an die Seiten des Fisches gepresst, sodass ihr Gesäß über dem Fisch schwebt. Mit beiden Händen hält sie sich an der weit nach oben ragenden Rückenflosse fest. Ihr Gesicht mit lächelndem Mund ist leicht nach unten geneigt und sie blickt nach vorn herunter zum Fisch. Schwungvoll geht ihr Haar nach hinten, wodurch die Bewegung beim Reiten unterstrichen wird. Die Oberfläche des Fisches ist detailreich ausgearbeitet. Im hinteren Bereich finden sich eine Vielzahl von Schuppen, vorn sind die markanten großen Augen und der leicht geöffnet Mund zu sehen. Die Skulptur ist als Brunnenfigur ausgelegt: aus einer im Mund befindlichen Röhre kann ein Wasserstrahl austreten. Von Georges Morin gibt es eine ganze Reihe von weiblichen Skulpturen, die meist als Kleinplastiken ausgeführt wurden. Hierzu gehören beispielsweise die mehr oder weniger bekleideten Figuren Reifentänzerin, Amazone zu Pferd oder Weibliche Nackte mit Umschlagtuch.